# 예익의 유스티아
예익의 유스티아(穢翼のユースティア, Aiyoku no Eustia)는 어거스트 (브랜드)가 마이크로소프트 윈도우용으로 개발하고 2011년 4월 28일에 출시된 일본의 성인용 비주얼 노벨이다. 포춘 아테리얼과 새벽녘보다 유리색인이 선행된 게임이다. 3월 25일 개봉 예정이었으나 동일본 대지진으로 인해 일정이 변경됐다. Aiyoku no Eustia: Angel's Blessing이라는 닌텐도 스위치용 개선된 이식판이 2014년 6월 26일에 출시되었다. 이 게임은 2022년 6월 23일 닌텐도 스위치 및 플레이스테이션 4용으로 일본에서만 독점 출시되었다. 예익의 유스티아를 기반으로 한 두 개의 만화책 카도카와 쇼텐에서 출판되었다. 소설, 만화 선집, 드라마 CD도 출시되었다.
제목은 말장난이다. 실제로 사용된 한자는 예(穢, 더러운)와 익(翼, 날개)이며, 이는 "더러운 날개의 유스티아"의 주요 의미를 나타낸다. 그러나 예익의 일본어 발음 '아이요쿠'는 일본어로 동음이의어이며 "욕정"(愛欲)을 의미하기도 한다.